# Franz Karger (Politiker, 1877)

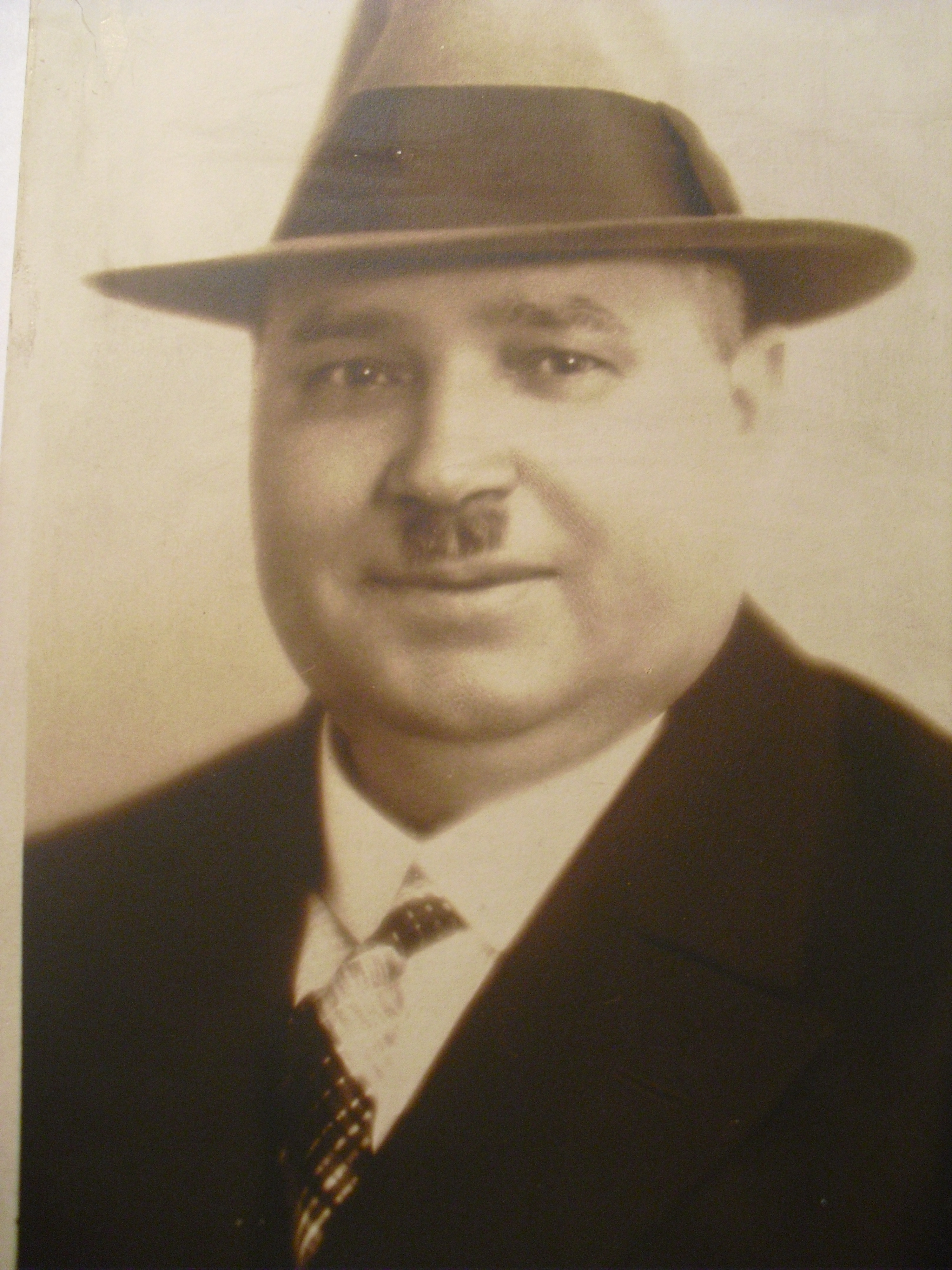
Franz Karger

Franz Karger (* 6. November 1877 in Wanowitz bei Leobschütz, Oberschlesien; † 4. Februar 1943 in Hindenburg, Oberschlesien) war ein deutscher Politiker.
Seine Berufslaufbahn begann er im Eisenhüttenwerk zu Königshütte (Chorzów), wo er auch seinen Meisterbrief als Schmied erhielt. Im Jahr 1902 heiratete er Marie Balbina Matuschik, mit der er sechs Kinder aufzog. Karger engagierte sich in den Gewerkschaften und war ab 1910 Vorsitzender des Gewerkschaftskartells in Königshütte. Er trat der Sozialdemokratischen Partei Deutschlands bei und wechselte in die Vereinsarbeit. Im August 1915 wurde er Angestellter des Metallarbeiterverbandes in Kattowitz (Katowice). Nach seiner Teilnahme am Ersten Weltkrieg wurde er im Januar 1919 Gewerkschaftssekretär und Vorsitzender des Bezirkskartells Oberschlesien-West in Hindenburg (Zabrze). Zwischen den Jahren 1919 und 1922 saß er für die SPD im preußischen Landtag.
Während der Plebiszitzeit engagierte er sich für die Rechte der Deutschen und trat unter anderem als Sprecher der deutschen Bürger gegenüber der französischen Ordnungsmacht auf. Nachdem Kattowitz zu Polen gefallen war, zog die Familie nach Hindenburg. Hier wurde Karger zum Direktor des Arbeitsamts nominiert. Er befand sich im Gefolge Stresemanns bei der Genfer Konferenz, bei der im Jahr 1922 die Minderheitenrechte für das geteilte Oberschlesien beschlossen wurden. Am zweiten Tag nach der so genannten Machtübernahme 1933 wurde Karger seines Amtes als Arbeitsamtdirektor enthoben. Seine Enkelin Renata Schumann lebt bei Rostock.